# Liste der Baudenkmäler im Stadtbezirk Sodingen
Die Liste der Baudenkmäler im Stadtbezirk Sodingen enthält die denkmalgeschützten Bauwerke auf dem Gebiet des Stadtbezirks Herne-Sodingen in Nordrhein-Westfalen (Stand: 14. Juli 2016). Diese Baudenkmäler sind in der Denkmalliste der Stadt Herne eingetragen; Grundlage für die Aufnahme ist das Denkmalschutzgesetz Nordrhein-Westfalen (DSchG NRW).

Der Stadtbezirk Sodingen umfasst die Ortsteile Börnig / Holthausen, Horsthausen und Sodingen.

Denkmäler nach Straßen geordnet: A | B | C | D | F | G | H | K | L | M | O | P | R | S | T | W 
| Bild                                                                   | Bezeichnung                                                            | Lage                                                   | Beschreibung | Bauzeit                         | Eingetragen seit                | Denkmal- nummer |
| ---------------------------------------------------------------------- | ---------------------------------------------------------------------- | ------------------------------------------------------ | --- | ------------------------------- | ------------------------------- | --------------- |
| ehem. Verwaltungsgebäude der Zeche Friedrich der Große                 | ehem. Verwaltungsgebäude der Zeche Friedrich der Große                 | Horsthausen Albert-Klein-Straße 1 Karte                | |                                 | 2022                            | 629             |
| Heikes Kiosk                                                           | Heikes Kiosk                                                           | Sodingen Am Amtshaus Karte                             | Kiosk mit „Bedürfnisanstalt“, Männer linke, Frauen rechte Seitentür                                                                             | 1922                            | 2022, zum 100-jährigen Bestehen | ?               |
| Wohn- und Geschäftshaus                                                | Wohn- und Geschäftshaus                                                | Sodingen Am Kricken 6 Karte                            | |                                 | 17.03.1997                      | 629             |
| Fachwerkhof Kranenberg                                                 | Fachwerkhof Kranenberg                                                 | Sodingen Am Ruhmbach 20 Karte                          | bewohnt |                                 | 05.03.1999                      | 639             |
| kath. St.-Dreifaltigkeits-Kirche                                       | kath. St.-Dreifaltigkeits-Kirche                                       | Holthausen Börsinghauser Straße 62 Karte               | |                                 | 11.03.2009                      | 706             |
| weitere Bilder                                                         | Kaiser-Wilhelm-Turm                                                    | Holthausen Bromberger Straße, Sodinger Volkspark Karte | ursprünglich Wasserhochbehälter, jetzt Aussichtsturm                                                                                            | 1912/1913                       | 20.06.1988                      | 50              |
| Villa                                                                  | Villa                                                                  | Börnig Castroper Straße 216 Karte                      | |                                 | 06.03.1991                      | 201             |
| Klutenhof                                                              | Klutenhof                                                              | Börnig Castroper Straße 231 Karte                      | baufällig, leerstehend |                                 | 19.06.1985                      | 5               |
| Siedlung Constantinehem. Bergarbeiterhaus                              | Siedlung Constantin ehem. Bergarbeiterhaus                             | Sodingen Courrieresstraße 1 Karte                      | im Bild das erste Haus in der Reihe |                                 | 03.03.1994                      | 554             |
| Siedlung Constantinehem. Bergarbeiterhaus                              | Siedlung Constantin ehem. Bergarbeiterhaus                             | Sodingen Courrieresstraße 2 Karte                      | Das erste Haus in der Reihe |                                 | 14.03.1994                      | 557             |
| Siedlung Constantinehem. Bergarbeiterhaus                              | Siedlung Constantin ehem. Bergarbeiterhaus                             | Sodingen Courrieresstraße 3 Karte                      | |                                 | 03.03.1994                      | 555             |
| Siedlung Constantinehem. Bergarbeiterhaus                              | Siedlung Constantin ehem. Bergarbeiterhaus                             | Sodingen Courrieresstraße 4 Karte                      | |                                 | 14.03.1994                      | 558             |
| Siedlung Constantinehem. Bergarbeiterhaus                              | Siedlung Constantin ehem. Bergarbeiterhaus                             | Sodingen Courrieresstraße 5 Karte                      | |                                 | 03.03.1994                      | 556             |
| Siedlung Constantinehem. Bergarbeiterhaus                              | Siedlung Constantin ehem. Bergarbeiterhaus                             | Sodingen Courrieresstraße 6 Karte                      | |                                 | 14.03.1994                      | 559             |
| Siedlung Constantinehem. Bergarbeiterhaus                              | Siedlung Constantin ehem. Bergarbeiterhaus                             | Sodingen Courrieresstraße 7 Karte                      | |                                 | 14.03.1994                      | 560             |
| Siedlung Constantinehem. Bergarbeiterhaus                              | Siedlung Constantin ehem. Bergarbeiterhaus                             | Sodingen Courrieresstraße 9 Karte                      | |                                 | 14.03.1994                      | 561             |
| Siedlung Constantinehem. Bergarbeiterhaus                              | Siedlung Constantin ehem. Bergarbeiterhaus                             | Sodingen Courrieresstraße 11 Karte                     | |                                 | 14.03.1994                      | 562             |
| Hof Werth                                                              | Hof Werth                                                              | Börnig Dorfstraße 30 a Karte                           | |                                 | 19.06.1985                      | 6               |
| Gedenkstätte für Grubenunglücke auf der Zeche Mont Cenis               | Gedenkstätte für Grubenunglücke auf der Zeche Mont Cenis               | Holthausen Friedhofstraße Holthausener Friedhof        | |                                 | 13.02.1992                      | 291             |
| Forsthaus Gysenberg                                                    | Forsthaus Gysenberg                                                    | Gysenberg Gysenbergstr. 79 Karte                       | als Restaurant genutztes Fachwerkhaus |                                 | 27.01.1986                      | 20              |
| ehemalige Verwaltung der Zeche Mont Cenis                              | ehemalige Verwaltung der Zeche Mont Cenis                              | Sodingen Händelstraße 1 / Mont-Cenis-Straße 266 Karte  | umgebaut zum Wohngebäude |                                 | 02.02.1993                      | 342             |
| Wohnhaus                                                               | Wohnhaus                                                               | Sodingen Händelstraße 6 Karte                          | |                                 | 06.03.2000                      | 642             |
| Pestkreuz                                                              | Pestkreuz                                                              | Börnig Holunderweg 4 Karte                             | Holzkreuz auf Steinsockel | 1635, seither mehrfach erneuert | 17.03.1997                      | 628             |
| Wohngebäude                                                            | Wohngebäude                                                            | Sodingen Kantstraße 3 Karte                            | |                                 | 23.10.1995                      | 611             |
| Wohnhaus                                                               | Wohnhaus                                                               | Börnig Kirchstraße 6 Karte                             | |                                 | 10.09.2007                      | 697             |
| Wohnhaus                                                               | Wohnhaus                                                               | Börnig Kirchstraße 7 Karte                             | |                                 | 31.10.2007                      | 699             |
| Wohnhaus                                                               | Wohnhaus                                                               | Börnig Kirchstraße 8 Karte                             | |                                 | 10.09.2007                      | 698             |
| kath. Pfarrkirche St. Peter und Paul                                   | kath. Pfarrkirche St. Peter und Paul                                   | Börnig Kirchstraße 70 Karte                            | |                                 | 13.02.1992                      | 295             |
| Ludwigstraßenbrücke                                                    | Ludwigstraßenbrücke                                                    | Horsthausen Ludwigstraßenbrücke Karte                  | Brücke über den Rhein-Herne-Kanal im Zuge der Pöppinghauser Straße                                                                              | erneuert in den 1990er Jahren   | 20.03.1996                      | 621             |
| weitere Bilder                                                         | Pfarrhaus                                                              | Horsthausen Luisenstraße 22 Karte                      | |                                 | 03.12.2007                      | 701             |
| weitere Bilder                                                         | Villa                                                                  | Horsthausen Luisenstraße 28 Karte                      | Bauherr: Gewerkschaft Friedrich der Große Direktorenvilla für die Zeche Friedrich der Große                                                     | 1901                            | 20.06.1988                      | 49              |
| Villa                                                                  | Villa                                                                  | Horsthausen Luisenstraße 30 Karte                      | | 1901                            | 06.03.1991                      | 200             |
| Grundschule                                                            | Grundschule                                                            | Sodingen Max-Wiethoff-Straße 14 a Karte                | | 1905                            | 11.08.1989                      | 97              |
| Der Torschrei                                                          | Der Torschrei                                                          | Sodingen Mont-Cenis-Straße 180 Karte                   | Die Skulptur „Der Torschrei“ / „Der unbekannte Fußballzuschauer“ wurde 1958 von der Herner Künstlerin Elisabeth Hoffmann (1914–1973) geschaffen | 1958                            | 07.02.2018                      |                 |
| ev. Johanniskirche                                                     | ev. Johanniskirche                                                     | Sodingen Mont-Cenis-Straße 327 Karte                   | |                                 | 13.01.1992                      | 238             |
| Pfarrhaus der ev. Johanniskirche                                       | Pfarrhaus der ev. Johanniskirche                                       | Sodingen Mont-Cenis-Straße 327 a Karte                 | |                                 | 13.01.1992                      | 238             |
| Hofanlage                                                              | Hofanlage                                                              | Sodingen Mont-Cenis-Straße 578 Karte                   | |                                 | 27.04.1994                      | 579             |
| Siedlung Constantinehem. Bergarbeiterhaus                              | Siedlung Constantin ehem. Bergarbeiterhaus                             | Sodingen Mülhauser Straße 10 Karte                     | |                                 | 06.03.1991                      | 203             |
| Siedlung Constantinehem. Bergarbeiterhaus                              | Siedlung Constantin ehem. Bergarbeiterhaus                             | Sodingen Mülhauser Straße 12 Karte                     | |                                 | 06.03.1991                      | 203             |
| Siedlung Constantinehem. Bergarbeiterhaus                              | Siedlung Constantin ehem. Bergarbeiterhaus                             | Sodingen Mülhauser Straße 16/18 Karte                  | |                                 | 06.03.1991                      | 203             |
| Siedlung Constantinehem. Bergarbeiterhaus                              | Siedlung Constantin ehem. Bergarbeiterhaus                             | Sodingen Mülhauser Straße 24/26 Karte                  | |                                 | 06.03.1991                      | 203             |
| Bauernhaus und Speichergebäude                                         | Bauernhaus und Speichergebäude                                         | Holthausen Oestrichstraße 140                          | linke Gebäude im Bild |                                 | 27.04.1994                      | 578             |
| Scheune                                                                | Scheune                                                                | Holthausen Oestrichstraße 140                          | rechtes Gebäude im Bild |                                 | 01.02.1996                      | 616             |
| Siedlung Constantinehem. Bergarbeiterhaus                              | Siedlung Constantin ehem. Bergarbeiterhaus                             | Sodingen Pieperstraße 1 Karte                          | |                                 | 28.06.1995                      | 599             |
| Siedlung Constantinehem. Bergarbeiterhaus                              | Siedlung Constantin ehem. Bergarbeiterhaus                             | Sodingen Pieperstraße 2 Karte                          | |                                 | 30.04.1990                      | 134             |
| Siedlung Constantinehem. Bergarbeiterhaus                              | Siedlung Constantin ehem. Bergarbeiterhaus                             | Sodingen Pieperstraße 3 Karte                          | |                                 | 28.03.1996                      | 622             |
| Siedlung Constantinehem. Bergarbeiterhaus                              | Siedlung Constantin ehem. Bergarbeiterhaus                             | Sodingen Pieperstraße 4 Karte                          | |                                 | 28.03.1996                      | 622.1           |
| Siedlung Constantinehem. Bergarbeiterhaus                              | Siedlung Constantin ehem. Bergarbeiterhaus                             | Sodingen Pieperstraße 5 Karte                          | |                                 | 28.03.1996                      | 623             |
| Siedlung Constantinehem. Bergarbeiterhaus                              | Siedlung Constantin ehem. Bergarbeiterhaus                             | Sodingen Pieperstraße 6 Karte                          | |                                 | 12.07.1995                      | 610             |
| Siedlung Constantinehem. Bergarbeiterhaus                              | Siedlung Constantin ehem. Bergarbeiterhaus                             | Sodingen Pieperstraße 7 Karte                          | |                                 | 28.03.1996                      | 623             |
| Siedlung Constantinehem. Bergarbeiterhaus                              | Siedlung Constantin ehem. Bergarbeiterhaus                             | Sodingen Pieperstraße 8 Karte                          | |                                 | 13.01.1992                      | 232             |
| Siedlung Constantinehem. Bergarbeiterhaus                              | Siedlung Constantin ehem. Bergarbeiterhaus                             | Sodingen Pieperstraße 9 a Karte                        | |                                 | 11.07.1995                      | 608             |
| Siedlung Constantinehem. Bergarbeiterhaus                              | Siedlung Constantin ehem. Bergarbeiterhaus                             | Sodingen Pieperstraße 9 b Karte                        | |                                 | 11.07.1995                      | 609             |
| Siedlung Constantinehem. Bergarbeiterhaus                              | Siedlung Constantin ehem. Bergarbeiterhaus                             | Sodingen Pieperstraße 10 Karte                         | |                                 | 29.06.1995                      | 600             |
| Siedlung Constantinehem. Bergarbeiterhaus                              | Siedlung Constantin ehem. Bergarbeiterhaus                             | Sodingen Pieperstraße 11 Karte                         | |                                 | 28.03.1996                      | 623.1           |
| Siedlung Constantinehem. Bergarbeiterhaus                              | Siedlung Constantin ehem. Bergarbeiterhaus                             | Sodingen Pieperstraße 12 Karte                         | |                                 | 15.05.1990                      | 151             |
| Siedlung Constantinehem. Bergarbeiterhaus                              | Siedlung Constantin ehem. Bergarbeiterhaus                             | Sodingen Pieperstraße 12 a Karte                       | |                                 | 30.04.1990                      | 135             |
| Siedlung Constantinehem. Bergarbeiterhaus                              | Siedlung Constantin ehem. Bergarbeiterhaus                             | Sodingen Pieperstraße 12 b Karte                       | |                                 | 30.04.1990                      | 136             |
| Siedlung Constantinehem. Bergarbeiterhaus                              | Siedlung Constantin ehem. Bergarbeiterhaus                             | Sodingen Pieperstraße 12 c Karte                       | |                                 | 30.04.1990                      | 137             |
| Siedlung Constantinehem. Bergarbeiterhaus                              | Siedlung Constantin ehem. Bergarbeiterhaus                             | Sodingen Pieperstraße 13 Karte                         | |                                 | 10.07.1995                      | 607             |
| Siedlung Constantinehem. Bergarbeiterhaus                              | Siedlung Constantin ehem. Bergarbeiterhaus                             | Sodingen Pieperstraße 14 Karte                         | |                                 | 28.03.1996                      | 624             |
| Siedlung Constantinehem. Bergarbeiterhaus                              | Siedlung Constantin ehem. Bergarbeiterhaus                             | Sodingen Pieperstraße 15 Karte                         | |                                 | 30.04.1990                      | 138             |
| Siedlung Constantinehem. Bergarbeiterhaus                              | Siedlung Constantin ehem. Bergarbeiterhaus                             | Sodingen Pieperstraße 16 Karte                         | |                                 | 28.03.1996                      | 624.1           |
| Siedlung Constantinehem. Bergarbeiterhaus                              | Siedlung Constantin ehem. Bergarbeiterhaus                             | Sodingen Pieperstraße 17 Karte                         | |                                 | 30.04.1990                      | 139             |
| Siedlung Constantinehem. Bergarbeiterhaus                              | Siedlung Constantin ehem. Bergarbeiterhaus                             | Sodingen Pieperstraße 18 Karte                         | |                                 | 13.01.1992                      | 233             |
| Siedlung Constantinehem. Bergarbeiterhaus                              | Siedlung Constantin ehem. Bergarbeiterhaus                             | Sodingen Pieperstraße 19 Karte                         | |                                 | 28.03.1996                      | 625             |
| Siedlung Constantinehem. Bergarbeiterhaus                              | Siedlung Constantin ehem. Bergarbeiterhaus                             | Sodingen Pieperstraße 20 Karte                         | |                                 | 07.07.1995                      | 604             |
| Siedlung Constantinehem. Schule?                                       | Siedlung Constantin ehem. Schule?                                      | Sodingen Pieperstraße 21 Karte                         | |                                 | 06.04.1994                      | 567             |
| Siedlung Constantinehem. Bergarbeiterhaus                              | Siedlung Constantin ehem. Bergarbeiterhaus                             | Sodingen Pieperstraße 22 Karte                         | |                                 | 10.07.1995                      | 605             |
| Siedlung Constantinehem. Bergarbeiterhaus                              | Siedlung Constantin ehem. Bergarbeiterhaus                             | Sodingen Pieperstraße 23 Karte                         | |                                 | 30.04.1990                      | 140             |
| Siedlung Constantinehem. Bergarbeiterhaus                              | Siedlung Constantin ehem. Bergarbeiterhaus                             | Sodingen Pieperstraße 24 Karte                         | |                                 | 10.07.1995                      | 606             |
| Siedlung Constantinehem. Bergarbeiterhaus                              | Siedlung Constantin ehem. Bergarbeiterhaus                             | Sodingen Pieperstraße 25 Karte                         | |                                 | 30.04.1990                      | 140             |
| Siedlung Constantinehem. Bergarbeiterhaus                              | Siedlung Constantin ehem. Bergarbeiterhaus                             | Sodingen Pieperstraße 26 Karte                         | |                                 | 30.04.1990                      | 141             |
| Siedlung Constantinehem. Bergarbeiterhaus                              | Siedlung Constantin ehem. Bergarbeiterhaus                             | Sodingen Pieperstraße 27 Karte                         | |                                 | 30.04.1990                      | 142             |
| Siedlung Constantinehem. Bergarbeiterhaus                              | Siedlung Constantin ehem. Bergarbeiterhaus                             | Sodingen Pieperstraße 28 Karte                         | |                                 | 07.07.1995                      | 603             |
| Siedlung Constantinehem. Bergarbeiterhaus                              | Siedlung Constantin ehem. Bergarbeiterhaus                             | Sodingen Pieperstraße 29 Karte                         | |                                 | 30.04.1990                      | 143             |
| Siedlung Constantinehem. Bergarbeiterhaus                              | Siedlung Constantin ehem. Bergarbeiterhaus                             | Sodingen Pieperstraße 30 Karte                         | |                                 | 13.01.1992                      | 234             |
| Siedlung Constantinehem. Bergarbeiterhaus                              | Siedlung Constantin ehem. Bergarbeiterhaus                             | Sodingen Pieperstraße 31 Karte                         | |                                 | 30.04.1990                      | 144             |
| Siedlung Constantinehem. Bergarbeiterhaus                              | Siedlung Constantin ehem. Bergarbeiterhaus                             | Sodingen Pieperstraße 32 Karte                         | |                                 | 13.01.1992                      | 235             |
| Siedlung Constantinehem. Bergarbeiterhaus                              | Siedlung Constantin ehem. Bergarbeiterhaus                             | Sodingen Pieperstraße 33 Karte                         | |                                 | 30.04.1990                      | 145             |
| Siedlung Constantinehem. Bergarbeiterhaus                              | Siedlung Constantin ehem. Bergarbeiterhaus                             | Sodingen Pieperstraße 35 Karte                         | |                                 | 30.06.1995                      | 601             |
| Siedlung Constantinehem. Bergarbeiterhaus                              | Siedlung Constantin ehem. Bergarbeiterhaus                             | Sodingen Pieperstraße 37 Karte                         | |                                 | 30.04.1990                      | 146             |
| Bürogebäude des Wasser- und Schifffahrtsamtes                          | Bürogebäude des Wasser- und Schifffahrtsamtes                          | Horsthausen Pöppinghauser Straße 10 Karte              | |                                 | 09.07.2003                      | 661             |
| weitere Bilder                                                         | ehem. Bergarbeiterhaus                                                 | Horsthausen Roonstraße 33 Karte                        | |                                 | 24.10.1995                      | 613             |
| ehem. Bergangestelltenhaus                                             | ehem. Bergangestelltenhaus                                             | Horsthausen Roonstraße 35 Karte                        | renoviert |                                 | 24.10.1995                      | 613.1           |
| ehem. Bergangestelltenhaus                                             | ehem. Bergangestelltenhaus                                             | Horsthausen Roonstraße 37 Karte                        | |                                 | 24.10.1995                      | 613.2           |
| Wohnhausblock                                                          | Wohnhausblock                                                          | Horsthausen Roonstraße 47 Karte                        | |                                 | 14.01.1999                      | 635             |
| Wohnhausblock                                                          | Wohnhausblock                                                          | Horsthausen Roonstraße 49 Karte                        | |                                 | 14.01.1999                      | 635             |
| Wohnhausblock                                                          | Wohnhausblock                                                          | Horsthausen Roonstraße 51 / Kanalstraße Karte          | |                                 | 14.01.1999                      | 635             |
| BW                                                                     | Orgel in der kath. Pfarrkirche St. Joseph                              | Horsthausen Roonstraße 74 Karte                        | |                                 | 03.12.2007                      | 702             |
| weitere Bilder                                                         | Schachtanlage der Zeche Teutoburgia                                    | Holthausen Schadeburgstraße Karte                      | | Schachtgerüst von 1909          | 20.11.1984                      | 4               |
| Fachwerkhaus                                                           | Fachwerkhaus                                                           | Holthausen Schadeburgstraße 99 Karte                   | |                                 | 11.06.1990                      | 153             |
| Siedlung Teutoburgia                                                   | Siedlung Teutoburgia                                                   | Holthausen Teutoburgiahof                              | Blick in den Teutoburgiahof |                                 | 15.11.1989                      | 98              |
| Siedlung Teutoburgiaehem. Bergarbeiterhaus                             | Siedlung Teutoburgia ehem. Bergarbeiterhaus                            | Holthausen Teutoburgiahof 22 Karte                     | |                                 | 23.10.1995                      | 612             |
| Siedlung Teutoburgiaehem. Bergarbeiterhaus                             | Siedlung Teutoburgia ehem. Bergarbeiterhaus                            | Holthausen Teutoburgiahof 24 Karte                     | |                                 | 23.10.1995                      | 612             |
| Siedlung Teutoburgiaehem. Bergarbeiterhaus                             | Siedlung Teutoburgia ehem. Bergarbeiterhaus                            | Holthausen Teutoburgiahof 26 Karte                     | |                                 | 23.10.1995                      | 612.1           |
| Siedlung Teutoburgiaehem. Bergarbeiterhaus                             | Siedlung Teutoburgia ehem. Bergarbeiterhaus                            | Holthausen Teutoburgiahof 28 Karte                     | |                                 | 23.10.1995                      | 612.2           |
| Siedlung Teutoburgiaehem. Bergarbeiterhaus                             | Siedlung Teutoburgia ehem. Bergarbeiterhaus                            | Holthausen Teutoburgiahof 30 Karte                     | |                                 | 23.10.1995                      | 612.3           |
| Siedlung Teutoburgiaehem. Bergarbeiterhaus                             | Siedlung Teutoburgia ehem. Bergarbeiterhaus                            | Holthausen Teutoburgiahof 32 Karte                     | |                                 | 23.10.1995                      | 612.4           |
| Gedenkstätte Grubenunglück Mont-Cenis                                  | Gedenkstätte Grubenunglück Mont-Cenis                                  | Börnig Widdumer Straße Börniger Friedhof               | |                                 | 02.02.1993                      | 343             |
| weitere Bilder                                                         | Kapelle, Hauptwegesystem, Einzeldenkmäler                              | Sodingen Wiescherstraße Südfriedhof,                   | |                                 | 02.02.1993                      | 340             |
| Grabanlage für die Opfer der Grubenunglücke auf der Zeche Shamrock 1/2 | Grabanlage für die Opfer der Grubenunglücke auf der Zeche Shamrock 1/2 | Sodingen Wiescherstraße Südfriedhof                    | |                                 | 12.02.2004                      | 675             |
| Grabanlage Flottmann                                                   | Grabanlage Flottmann                                                   | Sodingen Wiescherstraße Südfriedhof                    | |                                 | 08.07.2002                      | 653             |
| Grabstätte Beien                                                       | Grabstätte Beien                                                       | Sodingen Wiescherstraße Südfriedhof                    | |                                 | 29.11.2007                      | 700             |
| Grabstätte Gessmann                                                    | Grabstätte Gessmann                                                    | Sodingen Wiescherstraße Südfriedhof                    | |                                 | 15.03.1999                      | 640             |
| Grabstätte Behrens                                                     | Grabstätte Behrens                                                     | Sodingen Wiescherstraße Südfriedhof                    | |                                 | 08.02.2001                      | 649             |
| Grabstätte Schulte-Hiltrop                                             | Grabstätte Schulte-Hiltrop                                             | Sodingen Wiescherstraße Südfriedhof                    | |                                 | 08.02.2001                      | 649             |
| Grabstätte Cremer                                                      | Grabstätte Cremer                                                      | Sodingen Wiescherstraße Südfriedhof                    | |                                 | 08.02.2001                      | 649             |
| Wohnhaus                                                               | Wohnhaus                                                               | Sodingen Wiescherstraße 77 a Karte                     | |                                 | 08.06.1995                      | 598             |
| Fachwerkhaus                                                           | Fachwerkhaus                                                           | Sodingen Wiescherstraße 77 b Karte                     | |                                 | 07.07.1995                      | 602             |
| weitere Bilder                                                         | Waldschule                                                             | Sodingen Wiescherstraße 184 Karte                      | Gebäude der Waldschule - ehemalige Grundschule -                                                                                                |                                 | 27.04.1994                      | 577             |
| Siedlung Constantinehem. Bergarbeiterhaus                              | Siedlung Constantin ehem. Bergarbeiterhaus                             | Sodingen Wiescherstraße 203 Karte                      | das hintere Gebäude im Bild |                                 | 06.04.1994                      | 563             |
| Siedlung Constantinehem. Bergarbeiterhaus                              | Siedlung Constantin ehem. Bergarbeiterhaus                             | Sodingen Wiescherstraße 205 Karte                      | das mittlere Gebäude im Bild |                                 | 06.04.1994                      | 564             |
| Siedlung Constantinehem. Bergarbeiterhaus                              | Siedlung Constantin ehem. Bergarbeiterhaus                             | Sodingen Wiescherstraße 207 Karte                      | |                                 | 06.04.1994                      | 565             |
| Siedlung Constantinehem. Bergarbeiterhaus                              | Siedlung Constantin ehem. Bergarbeiterhaus                             | Sodingen Wiescherstraße 211 Karte                      | |                                 | 06.04.1994                      | 566             |

## Belege
1. ↑  Eintragung der Skulptur "Der Torschrei", Stadtbezirk Sodingen, in die Denkmalliste der Stadt Herne gemäß § 3 des Denkmalschutzgesetzes NRW, abgerufen am 20. Mai 2018

- Karte mit allen Koordinaten:
- OSM |
- WikiMap